# 小醫師大玩偶

小醫師大玩偶（Doc McStuffins）是一部由克里斯·尼 (Chris Nee)創作，Brown Bag Films製作的動畫兒童電視劇。該劇於2012年3月23日至2020年4月18日在Disney Junior播出。故事圍繞一位能修理玩具的小女孩展開，她與她的四個玩具朋友一起幫助修理各種玩具。該劇中的歌曲由凱·漢利 (Kay Hanley)和米歇爾·路易斯 (Michelle Lewis)創作和編曲。
該劇因其獨特的概念與主角設定，特別是對非裔美國人的描繪，獲得了正面評價。尼（Nee）在2013年表示，根據迪士尼的建議，小醫師是非裔美國人，這是在她最初的提案中提出的，而尼起初只知道自己想創作一個女醫生的角色。 在迪士尼的這部劇集中，小醫師的設定因此確定為非裔美國人。 尼將這部劇的構想定位為為學齡前兒童創作的歡樂酒店。
2016年11月16日，Disney Junior續訂了本劇的第五季。 2018年4月4日，Lambie的配音員拉拉·吉爾·米勒 (Lara Jill Miller)表示，該劇的大結局已錄製完成，並將於2020年4月18日首播，結束該劇五季的原創播出，且目前沒有第六季的計劃。該劇結束後，重播仍持續在Disney Junior上播出，無論是本地還是全球範圍內。 該劇也可在DisneyNOW和Disney+上觀看。 2022年2月7日，宣佈該劇將以動畫音樂特別節目的形式慶祝其十週年，該節目於2022年8月26日首播。

## 劇情
本劇講述了一個滿臉雀斑的 7歲（儘管劇集於2020年取消，她已經8歲）小女孩多蒂 "Doc" 麥克斯塔芬斯的故事。 她決定成為像她母親一樣的醫生，一位小兒科醫師。她通過修理玩具和娃娃來為她的夢想工作進行練習。
當多蒂啟動她的魔法聽診器時，她能夠創造各種超自然效果，包括穿越時空。 在電視劇中，她最常用的魔法效果是讓玩具、洋娃娃和絨毛玩偶變得活生生。這些玩具能夠移動、說話、唱歌、拿起東西、聽到聲音、看到事物和聞到氣味，並且她可以與它們互動。藉助她的四個絨毛玩偶：Stuffy、Hallie、Lambie 和 Chilly，多蒂透過為玩具進行檢查，並使用名為「The Big Book of Boo Boos」的百科全書診斷它們的虛構疾病，幫助玩具康復或「感覺好一點」。當她當獸醫時，還會使用另一部針對玩具寵物的百科全書「The Big Vet Book」。在第四季中，「The Big Book of Boo Boos」和「The Big Vet Book」升級為平板電腦形式的高科技工具。
每集11分鐘的劇集包含原創歌曲。在第一季的片尾字幕中，多蒂會給觀眾一些有關保持健康的建議。第一季和第二季使用了主題曲的原版開場，但在第三季中，多蒂在主題曲結尾的講話部分以她的新聲音重新錄製。在第三季中，多蒂開設了一家獸醫診所，用於修理玩具寵物，除了她為其他玩具提供的常規醫療服務外。在第四季中，多蒂的奶奶展示了她自己的魔法聽診器，並將她和多蒂傳送到麥克斯塔芬斯維爾（McStuffinsville），這是一個由活生生的玩具組成的魔法城市，並把多蒂任命為麥克斯塔芬斯維爾醫院的負責人。在第五季中，多蒂和她的玩具組成了麥克斯塔芬斯維爾寵物救援隊，在這裡他們一起工作，幫助需要救援的寵物，由她的絨毛龍Stuffy領導，Stuffy是一位出色的寵物醫生。
每集集中於多蒂和她的團隊幫助另一個需要幫助的玩具，在每次檢查後，根據她或其他情況，給每個玩具提供建議。在某些集數中，多蒂的團隊成員也成為了需要幫助的玩具，甚至多蒂自己也會成為病人，玩具們以她曾經的方式照顧她。

## 集數
| 季數       | 分段   | 集数      | 集数      | 首播日期       | 首播日期      |
| 季數       | 分段   | 集数      | 集数      | 首映           | 季终          |
| ---------- | ------ | --------- | --------- | -------------- | ------------- |
| 1          | 52     | 26        | 26        | 2012年3月23日  | 2013年5月3日  |
| 多蒂的檔案 | 不適用 | 10 (短片) | 10 (短片) | 2013年7月22日  | 2014年4月15日 |
| 2          | 72     | 37        | 37        | 2013年9月6日   | 2015年9月12日 |
| 3          | 57     | 29        | 29        | 2015年7月2日   | 2016年4月25日 |
| 4          | 50     | 28        | 28        | 2016年7月29日  | 2018年3月2日  |
| 5          | 不適用 | 16        | 16        | 2018年10月26日 | 2020年4月18日 |

## 反響

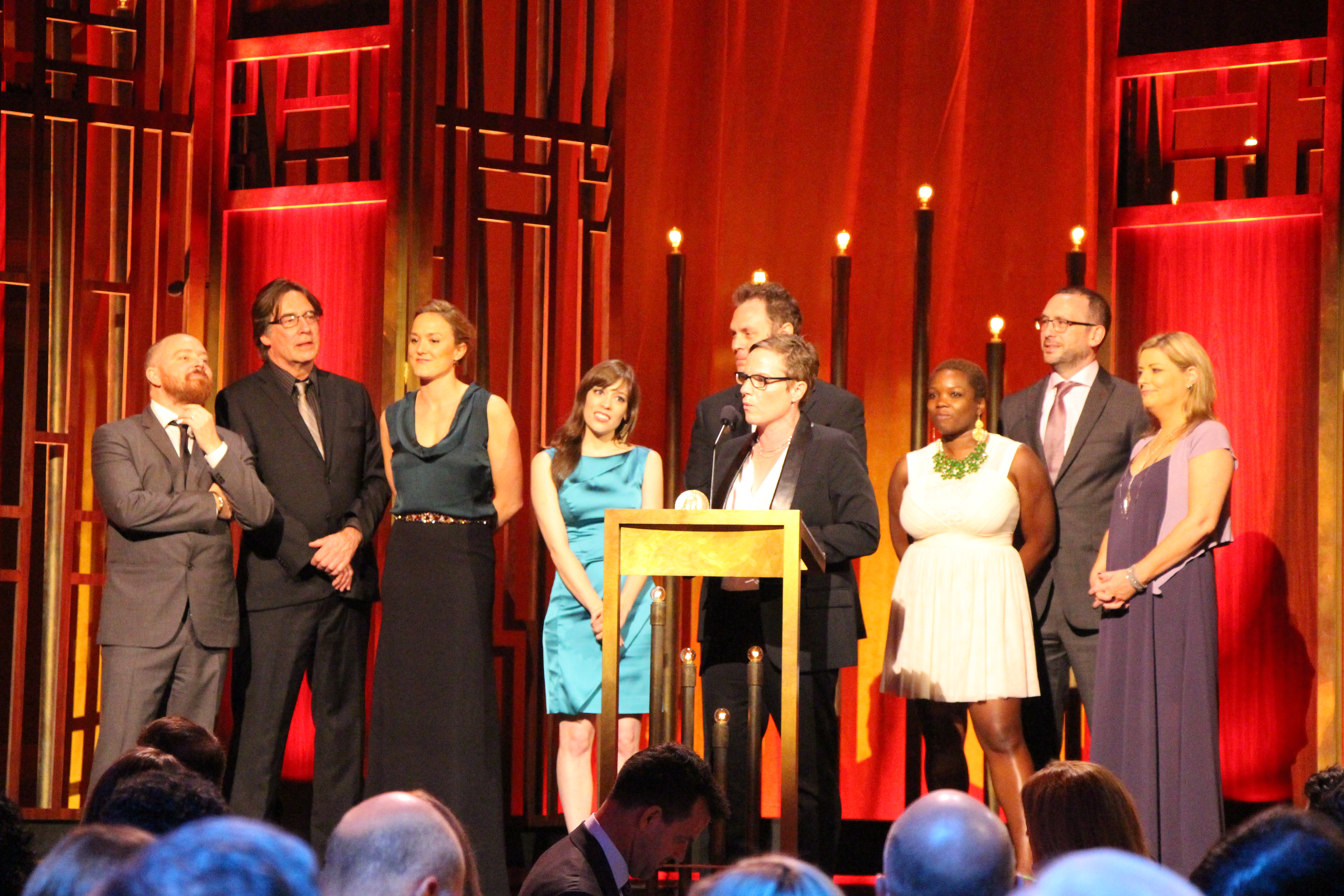
創作者兼執行製片人克里斯·尼（Chris Nee）與主要的布朗袋影業（Brown Bag Films）高層，一起接受了皮博迪獎（Peabody Award）。

該系列在發行後獲得了正面評價和批評。Cincomom.com的Kia Morgan Smith表示：「當我的8歲女兒米凱拉（Mikaela）第一次看到《多蒂醫生》時說：『哇，媽媽——她是棕色的』，這真的讓我心頭一暖，幾乎讓我流下眼淚。」 阿提蜜斯醫學學會創始會長邁耶莎·泰勒（Myiesha Taylor）表示：“這個以非裔美國小女孩和她的家庭為主題的節目對於改變這個國家的未來至關重要。”泰勒還讚揚了該節目描繪一位希望像母親一樣成為醫生的小黑女孩作為主要角色的概念，並因此激發她收集了131位女性醫生的照片，並在網上發表了一個名為「我們是多蒂醫生」（'We Are Doc McStuffins'）的拼貼。
該節目在Disney Junior上的收視率也非常高，首播吸引了108萬名2歲及以上的兒童觀眾，平均收視人數為918,000人，導致《AdWeek》雜誌稱該節目為「不太可能的收視巨頭」。
2013年，《多蒂醫生》相關商品銷售額達到5億美元， 《紐約時報》的作者聲稱，業界專家表示這「似乎正在創造紀錄」，成為「基於非裔美國人物的玩具系列」。他們還表示，該角色具有廣泛的吸引力，這些玩具對所有人群的銷售情況良好。
2016年，迪士尼尚未正式續訂第五季的消息引發了包括W. Kamau Bell、Jamilah Lemieux和Audra McDonald在內的多位名人的呼籲，要求迪士尼繼續製作該節目。節目創作者Chris Nee在推特上表示，如果收到節目續訂的消息，她會立即報告，並評論說寫作團隊急於繼續創作新故事。

### 集中於跨種族女同性戀情侶的集數
在2017年8月5日播出的第四季第22集a《緊急計畫》中，介紹了一對名為Thea和Edie的跨種族女同性戀已婚夫婦，使《多蒂醫生》成為首部包含女同性戀情侶的Disney Junior學前節目，也是迪士尼首部包含同性愛情侶的電視節目。 該角色由現實生活中的女同性戀演員Wanda Sykes（Thea）和Portia de Rossi（Edie）配音。LGBT權益組織GLAAD表達了對迪士尼包含這些角色的支持和讚揚。相比之下，一百萬媽媽部門對此表示抗議。

## 影響
針對《多蒂醫生》的反響，一個名為阿提蜜斯醫學學會（Artemis Medical Society）的醫學專業女性組織於2012年6月28日成立。